# Whistle (film)
Whistle è un cortometraggio del 2002 diretto da Duncan Jones.

## Trama
Da uno chalet di montagna dove si trova con la moglie e il figlio, un uomo gestisce l'omicidio di importanti personalità per mezzo di piccoli missili a lungo raggio, seguendo gli ordini di un superiore. Durante una missione però qualcosa va storto e l'uomo si ritrova preda dei sensi di colpa.